# René-Salvator Catta
René-Salvator Catta, né le 6 avril 1914 à Paris et mort le 11 mars 2005 à Ottawa, est un écrivain, poète et comédien franco-canadien.

## Biographie
René-Salvator Catta est le fils de Tony Catta et le petit-fils de René Bazin. Après sa scolarité au collège Saint-Stanislas de Nantes, il suit ses études à l'Institut national agronomique (1931-1934). 
Rentré dans l'Administration en 1935, il assure les fonctions de rédacteur au Société d'exploitation industrielle des tabacs et des allumettes (Seita) à Morlaix puis à Angers jusqu’en 1950. Il épouse en 1938 Aliette Durant de La Pastellière (tante de Cyril de La Patellière).
À la suite du déclenchement de la Seconde Guerre mondiale, il est mobilisé en septembre 1939. 
De 1942 à 1945, il dirige le groupe d'art dramatique de l'Université catholique d'Angers. Il écrit de nombreuses pièces et donne de nombreux récitals poétiques à travers la France. 
En 1949, il signe un contrat pour jouer dans un film à Montréal. Bien que le tournage soit annulé, il décide de se fixer au Canada et s'installe à Montréal. Il s'occupe alors d'organisations artistique comme la Société du Bon Parler Français, anime des émissions à Radio-Canada, devient professeur de diction au Collège de Mont-Laurier et enseigne l'élocution, la diction, la lectures bibliques et l'art dramatique à Montréal. Il poursuit l'animation de groupes d'art dramatique et les récitals poétiques .  
Obtenant la citoyenneté canadienne en 1959 et s'installant à Ottawa en 1970, il travaille pour le gouvernement fédéral, à la Gazette du Travail, la revue du ministère du Travail (1970-1974), puis en tant que professeur de français à l'École de langue du gouvernement fédéral (1974-1979). 
En 1971, il interprète le rôle du curé dans le film Mon oncle Antoine de Claude Jutra. Il adopte le nom de scène Isal en 1973.  
Entre 1984 à 1989, il donne de nombreuses récitations de poésies à l'Université d'Ottawa.

## Publications
- Sanctus (1937)
- Chelsea Brook (1998)

## Sources
- René Dionne, Anthologie de la poésie franco-ontarienne : des origines à nos jour, Prise de parole, 1999
- Réginald Hamel, John Hare, Paul Wyczynski, Dictionnaire des auteurs de langue française en Amérique du Nord, Fidès, 1989
- Réginald Hamel, John Hare, Paul Wyczynski, Dictionnaire pratique des auteurs québécois, Fides, 1976
- Marc-Aimé Guérin, Réginald Hamel, Dictionnaire Guérin des poètes d'ici : de 1606 à nos jours, 2005